# Saison 2018-2019 de l'équipe de France de rugby à sept
Cette page présente la saison 2018-2019 de l'équipe de France de rugby à sept en World Rugby Sevens Series et autres compétitions internationales.
Cette saison, surtout dans sa deuxième partie, témoigne d'une nette amélioration de l'équipe de France, finissant la saison 8e, leur meilleur classement depuis la saison 2006-2007, avec deux finales de cup sur une même saison, pour la première fois de leur histoire.

## Transferts
Ci-dessous la liste des transferts concernant les signatures ou fin de contrats fédéraux avec la FFR. 
Pour cette saison on peut noter de nombreux départ, pouvant s'expliquer par le fait qu'il y a avait un particulièrement grand nombre de joueurs sous-contrat la saison précédente (17 en tout), ou encore du fait de la mise en place d'un groupe élargi de quinzistes susceptibles d'intégrer l'équipe, rendant moins nécessaire un grand nombre de joueurs sous-contrat.
À noter que des joueurs comme Thibaud Mazzoleni, sous contrat avec son club d'Agen jusqu'en 2020, sont dans une situation contractuelle hybride avec la Fédération française de rugby et une « mise à disposition » de l'équipe de France de rugby à sept.
Quatre « nouveaux » joueurs sous contrat arrivent en revanche aussi dans le groupe.

## Effectif
Liste des joueurs appelés au cours du World Rugby Sevens Series 2018-2019 et les compétitions ayant suivi.
- Manager: Christophe Reigt
- Entraîneur : Jérôme Daret

| Joueur                | Nombre de tournois joués | Poste            | Numéro       | Numéro       | Numéro       | Numéro       | Numéro       | Numéro       | Numéro       | Numéro       | Numéro       | Numéro       | Numéro | Numéro | Numéro |
| Joueur                | Nombre de tournois joués | Poste            | World Series | World Series | World Series | World Series | World Series | World Series | World Series | World Series | World Series | World Series | GP     | TQO    |        |
| Joueur                | Nombre de tournois joués | Poste            | EAU          | AdS          | NZL          | AUS          | USA          | CAN          | HKG          | SIN          | ENG          | FRA          | RUS    | FRA    |        |
| --------------------- | ------------------------ | ---------------- | ------------ | ------------ | ------------ | ------------ | ------------ | ------------ | ------------ | ------------ | ------------ | ------------ | ------ | ------ | ------ |
| Esteban Abadie        | 1                        | Pilier           | –            | –            | –            | 13           | –            | –            | –            | –            | –            | –            | –      | –      |        |
| Samuel Alerte         | 9                        | Pilier           | 11           | 11           | 3            | –            | 13           | 6            | 1            | 13           | 11           | 11           | –      | –      |        |
| Jean-Pascal Barraque  | 10                       | Demi d'ouverture | 10           | 10           | –            | –            | 10           | 10           | 10           | 10           | 10           | 10           | 10     | 10     |        |
| Julien Blanc          | 3                        | Demi de mêlée    | –            | –            | –            | –            | –            | –            | 4            | 4            | –            | –            | 13     | –      |        |
| Kevin Bly             | 1                        | Ailier           | 7            | –            | –            | –            | –            | –            | –            | –            | –            | –            | –      | –      |        |
| Paul Bonnefond        | 10                       | Talonneur        | 9            | 9            | –            | –            | 9            | 13           | 13           | 9            | 9            | 9            | 9      | 9      |        |
| Pierre Boudehent      | 2                        | Pilier           | –            | –            | 8            | 8            | –            | –            | –            | –            | –            | –            | –      | –      |        |
| Terry Bouhraoua       | 7                        | Demi de mêlée    | 4            | 4            | 4            | –            | –            | –            | –            | –            | 4            | 4            | 4      | 4      |        |
| Aurélien Callandret   | 2                        | Ailier           | –            | –            | –            | –            | –            | –            | 12           | 12           | –            | –            | –      | –      |        |
| Manoël Dall'igna      | 7                        | Talonneur        | –            | –            | 2            | 2            | –            | –            | 2            | 2            | 2            | 2            | 2      | –      |        |
| Sadek Deghmache       | 2                        | Demi de mêlée    | –            | –            | –            | –            | 12           | 12           | –            | –            | –            | –            | –      | –      |        |
| Nisie Huyard          | 4                        | Talonneur        | 2            | 2            | 9            | 9            | –            | –            | –            | –            | –            | –            | –      | –      |        |
| William Iraguha       | 1                        | Demi de mêlée    | –            | –            | –            | –            | –            | –            | –            | 5            | –            | –            | –      | –      |        |
| Jean-Teiva Jacquelain | 1                        | Ailier           | –            | –            | –            | –            | –            | –            | –            | –            | –            | 7            | –      | –      |        |
| Pierre-Gilles Lakafia | 6                        | Ailier           | 8            | –            | –            | –            | 8            | 8            | –            | –            | 8            | 8            | 8      | 8      |        |
| Jonathan Laugel       | 10                       | Pilier           | 1            | 1            | 1            | 1            | 1            | 1            | –            | –            | 1            | 1            | 1      | 1      |        |
| Thibaud Mazzoleni     | 8                        | Demi d'ouverture | 12           | 12           | 12           | 12           | 4            | 4            | –            | –            | 13           | 6            | –      | –      |        |
| Pierre Mignot         | 7                        | Pilier           | –            | 3            | –            | 3            | 3            | 3            | 9            | –            | –            | –            | 3      | 2      |        |
| Gabriel N'Gandebe     | 2                        | Ailier           | –            | –            | 11           | 11           | –            | –            | –            | –            | –            | –            | –      | –      |        |
| Marvin O'Connor       | 12                       | Talonneur        | 13           | 8            | 13           | 4            | 2            | 2            | 8            | 8            | 12           | 12           | 12     | 12     |        |
| Stephen Parez         | 11                       | Demi de mêlée    | 5            | 5            | 5            | 5            | 5            | 5            | 5            | –            | 5            | 5            | 5      | 5      |        |
| Calum Randle          | 1                        | Ailier           | –            | 7            | –            | –            | –            | –            | –            | –            | –            | –            | –      | –      |        |
| Paulin Riva           | 9                        | Centre           | 6            | 6            | 6            | 6            | 6            | –            | –            | –            | 6            | 13           | 6      | 6      |        |
| Rémi Siega            | 9                        | Ailier           | –            | –            | 7            | 7            | 7            | 7            | 7            | 7            | 7            | –            | 7      | 7      |        |
| Joachim Trouabal      | 1                        | Ailier           | –            | 13           | –            | –            | –            | –            | –            | –            | –            | –            | –      | –      |        |
| Sacha Valleau         | 4                        | Pilier           | –            | –            | –            | –            | –            | –            | –            | 1            | –            | 3            | 11     | 11     |        |
| Tavite Veredamu       | 5                        | Pilier           | 3            | –            | –            | –            | –            | –            | 3            | 3            | 3            | –            | –      | 3      |        |
| Gabin Villière        | 3                        | Centre           | –            | –            | –            | –            | –            | 9            | 6            | 6            | –            | –            | –      | –      |        |
| Jimmy Yobo            | 2                        | Demi d'ouverture | –            | –            | 10           | 10           | –            | –            | –            | –            | –            | –            | –      | –      |        |
| Antoine Zeghdar       | 4                        | Pilier           | –            | –            | –            | –            | 11           | 11           | 11           | 11           | –            | –            | –      |        |        |

- en gras les noms des joueurs sous contrat fédéral[14],[26],[27] et les numéros des capitaines
- en italique les numéros des joueurs remplaçants appelés à jouer dans un second temps

(En fonction des absences, des joueurs de rugby à XV peuvent être appelés pour disputer un tournoi parmi la liste « France 7 » constituée par la convention FFR/LNR,)

## Parcours dans lesWorld Rugby Sevens Series

### Tournée africaine

#### Dubaï
| Poule B    | Poule B  | Challenge Trophy | Challenge Trophy |
| Adversaire | Résultat | Adversaire       | Résultat         |
| ---------- | -------- | ---------------- | ---------------- |
| Fidji      | 0-41     | Pays de Galles   | 38-17            |
| Kenya      | 21-17    | Canada           | 28-12            |
| Écosse     | 14-14    | Samoa            | 24-33            |

| Classement final | Points | Évolution classement |
| ---------------- | ------ | -------------------- |
| 10e              | 7      | 10e                  |

#### Le Cap
| Poule C    | Poule C  | Challenge Trophy | Challenge Trophy |
| Adversaire | Résultat | Adversaire       | Résultat         |
| ---------- | -------- | ---------------- | ---------------- |
| Fidji      | 0-50     | Japon            | 31-0             |
| Angleterre | 12-26    | Samoa            | 7-31             |
| Kenya      | 19-12    | –                | –                |

| Classement final | Points | Évolution classement |
| ---------------- | ------ | -------------------- |
| 11e              | 5      | 11e                  |

### Tournée océanienne

#### Wellington
| Poule C        | Poule C  | Challenge Trophy | Challenge Trophy |
| Adversaire     | Résultat | Adversaire       | Résultat         |
| -------------- | -------- | ---------------- | ---------------- |
| Écosse         | 21-26    | Angleterre       | 5-21             |
| Afrique du Sud | 5-17     | Pays de Galles   | 35-19            |
| Kenya          | 15-19    | Tonga            | 10-33            |

| Classement final | Points | Évolution classement |
| ---------------- | ------ | -------------------- |
| 14e              | 2      | 12e                  |

#### Sydney
| Poule B    | Poule B  | Cup              | Cup      |
| Adversaire | Résultat | Adversaire       | Résultat |
| ---------- | -------- | ---------------- | -------- |
| États-Unis | 0-7      | Nouvelle-Zélande | 5-28     |
| Canada     | 17-12    | Australie        | 14-17    |
| Kenya      | 40-17    | -                | -        |

| Classement final | Points | Évolution classement |
| ---------------- | ------ | -------------------- |
| 7e               | 10     | 12e                  |

### Tournée nord-américaine

#### Las Vegas
| Poule B        | Poule B  | Challenge Trophy | Challenge Trophy |
| Adversaire     | Résultat | Adversaire       | Résultat         |
| -------------- | -------- | ---------------- | ---------------- |
| Argentine      | 15-17    | Chili            | 12-17            |
| Kenya          | 31-7     | Canada           | 12-28            |
| Afrique du Sud | 10-19    | -                | -                |

| Classement final | Points | Évolution classement |
| ---------------- | ------ | -------------------- |
| 15e              | 1      | 12e                  |

#### Vancouver
| Poule C          | Poule C  | Cup            | Cup      |
| Adversaire       | Résultat | Adversaire     | Résultat |
| ---------------- | -------- | -------------- | -------- |
| Nouvelle-Zélande | 7-45     | Samoa          | 35-12    |
| Australie        | 21-17    | États-Unis     | 17-14    |
| Espagne          | 26-10    | Afrique du Sud | 12-21    |

| Classement final | Points | Évolution classement |
| ---------------- | ------ | -------------------- |
| 2e               | 19     | 10e                  |

### Tournée asiatique

#### Hong Kong
| Poule B    | Poule B  | Cup              | Cup      |
| Adversaire | Résultat | Adversaire       | Résultat |
| ---------- | -------- | ---------------- | -------- |
| Portugal   | 40-7     | Nouvelle-Zélande | 14-12    |
| Canada     | 24-12    | Samoa            | 19-12    |
| Argentine  | 26-14    | Fidji            | 7-21     |

| Classement final | Points | Évolution classement |
| ---------------- | ------ | -------------------- |
| 2e               | 19     | 9e                   |

#### Singapour
| Poule B    | Poule B  | Challenge trophy | Challenge trophy |
| Adversaire | Résultat | Adversaire       | Résultat         |
| ---------- | -------- | ---------------- | ---------------- |
| Hong Kong  | 26-7     | Kenya            | 24-14            |
| Australie  | 12-24    | Canada           | 19-12            |
| Argentine  | 7-19     | Écosse           | 22-19            |

| Classement final | Points | Évolution classement |
| ---------------- | ------ | -------------------- |
| 9e               | 8      | 9e                   |

### Tournée européenne

#### Londres
| Poule B    | Poule B  | Cup              | Cup      |
| Adversaire | Résultat | Adversaire       | Résultat |
| ---------- | -------- | ---------------- | -------- |
| Samoa      | 22-14    | Nouvelle-Zélande | 19-14    |
| Fidji      | 10-31    | Australie        | 24-31    |
| Kenya      | 31-17    | États-Unis       | 14-31    |

| Classement final | Points | Évolution classement |
| ---------------- | ------ | -------------------- |
| 4e               | 15     | 8e                   |

#### Paris
| Poule D          | Poule D  | Cup        | Cup      |
| Adversaire       | Résultat | Adversaire | Résultat |
| ---------------- | -------- | ---------- | -------- |
| Japon            | 14-17    | Fidji      | 5-24     |
| Écosse           | 28-12    | Kenya      | 26-21    |
| Nouvelle-Zélande | 10-17    | Samoa      | 40-5     |

| Classement final | Points | Évolution classement |
| ---------------- | ------ | -------------------- |
| 5e               | 13     | 8e                   |

### Classement final
Si deux ou plusieurs équipes sont à égalité à la fin de la saison on les départage selon les règles suivantes :
1. La différence de points marqués et encaissés durant la saison
2. Le nombre d'essais durant la saison.

| Classement général XXe édition | Classement général XXe édition | Classement général XXe édition | Classement général XXe édition | Classement général XXe édition | Classement général XXe édition | Classement général XXe édition | Classement général XXe édition | Classement général XXe édition | Classement général XXe édition | Classement général XXe édition | Classement général XXe édition | Classement général XXe édition |
| Pos.                           | Équipes                        | Dubaï                          | Le Cap                         | Hamilton                       | Sydney                         | Las Vegas                      | Vancouver                      | Hong Kong                      | Singapour                      | Londres                        | Paris                          | Points total                   |
| ------------------------------ | ------------------------------ | ------------------------------ | ------------------------------ | ------------------------------ | ------------------------------ | ------------------------------ | ------------------------------ | ------------------------------ | ------------------------------ | ------------------------------ | ------------------------------ | ------------------------------ |
| Médaille d'or                  | Fidji                          | 13                             | 22                             | 22                             | 15                             | 12                             | 17                             | 22                             | 19                             | 22                             | 22                             | 186                            |
| Médaille d'argent              | États-Unis                     | 19                             | 19                             | 19                             | 19                             | 22                             | 15                             | 17                             | 15                             | 17                             | 15                             | 177                            |
| Médaille de bronze             | Nouvelle-Zélande               | 22                             | 15                             | 17                             | 22                             | 17                             | 13                             | 12                             | 12                             | 13                             | 19                             | 162                            |
| 4                              | Afrique du Sud (T)             | 12                             | 17                             | 15                             | 13                             | 10                             | 22                             | 10                             | 22                             | 10                             | 17                             | 148                            |
| 5                              | Angleterre                     | 17                             | 13                             | 8                              | 17                             | 13                             | 12                             | 10                             | 17                             | 2                              | 5                              | 114                            |
| 6                              | Samoa                          | 8                              | 7                              | 12                             | 3                              | 19                             | 10                             | 15                             | 13                             | 8                              | 12                             | 107                            |
| 7                              | Australie                      | 15                             | 10                             | 10                             | 12                             | 10                             | 8                              | 5                              | 10                             | 19                             | 5                              | 104                            |
| 8                              | France                         | 7                              | 5                              | 2                              | 10                             | 1                              | 19                             | 19                             | 8                              | 15                             | 13                             | 99                             |
| 9                              | Argentine                      | 10                             | 8                              | 5                              | 8                              | 15                             | 10                             | 13                             | 10                             | 5                              | 10                             | 94                             |
| 10                             | Écosse                         | 10                             | 10                             | 13                             | 1                              | 8                              | 5                              | 8                              | 7                              | 7                              | 3                              | 72                             |
| 11                             | Canada                         | 5                              | 5                              | 10                             | 5                              | 3                              | 7                              | 1                              | 5                              | 10                             | 8                              | 59                             |
| 12                             | Espagne                        | 5                              | 12                             | 5                              | 10                             | 7                              | 3                              | 3                              | 2                              | 1                              | 1                              | 49                             |
| 13                             | Kenya                          | 1                              | 3                              | 7                              | 1                              | 5                              | 1                              | 5                              | 3                              | 1                              | 10                             | 37                             |
| 14                             | Pays de Galles                 | 3                              | 2                              | 1                              | 5                              | 2                              | 5                              | 2                              | 5                              | 5                              | 1                              | 31                             |
| 15                             | Japon (P)                      | 2                              | 1                              | 1                              | 7                              | 1                              | 2                              | 7                              | 1                              | 3                              | 2                              | 27                             |
| 16                             | Irlande (Q)                    | -                              | -                              | -                              | -                              | -                              | -                              | -                              | -                              | 12                             | 7                              | 19                             |
| 17                             | Chili                          | -                              | -                              | -                              | -                              | 5                              | 1                              | -                              | -                              | -                              | -                              | 6                              |
| 18                             | Tonga                          | -                              | -                              | 3                              | 2                              | -                              | -                              | -                              | -                              | -                              | -                              | 5                              |
| 19                             | Zimbabwe                       | 1                              | 1                              | -                              | -                              | -                              | -                              | -                              | -                              | -                              | -                              | 2                              |
| 20                             | Portugal (68-135)              | -                              | -                              | -                              | -                              | -                              | -                              | 1                              | -                              | -                              | -                              | 1                              |
| 21                             | Hong Kong (41-161)             | -                              | -                              | -                              | -                              | -                              | -                              | -                              | 1                              | -                              | -                              | 1                              |

| Légende                                                                                                 |
| --- |
| Qualifié pour l'édition les Jeux olympiques 2020 (les quatre premières places)                          |
| Relégué                                                                                                 |
| Equipe non permanente                                                                                   |
| Abréviations : - T : tenant du titre - P : promu - Q : qualifié à la suite du tournoi de Hong Kong 2019 |

## Parcours dans lesSeven's Grand Prix Series

### Moscou
| Poule A    | Poule A  | Cup        | Cup      |
| Adversaire | Résultat | Adversaire | Résultat |
| ---------- | -------- | ---------- | -------- |
| Italie     | 33-7     | Italie     | 53-0     |
| Roumanie   | 26-12    | Angleterre | 24-19    |
| Irlande    | 38-14    | Irlande    | 31-26    |

| Classement final | Points | Évolution classement |
| ---------------- | ------ | -------------------- |
| 1re              | 20     | 1re                  |

### Łódź
La France envoie son équipe de développement pour ce tournoi.
| Poule A    | Poule A  | Cup            | Cup      |
| Adversaire | Résultat | Adversaire     | Résultat |
| ---------- | -------- | -------------- | -------- |
| Roumanie   | 26-21    | Allemagne      | 19-26    |
| Portugal   | 24-14    | Portugal       | 31-10    |
| Espagne    | 14-24    | Pays de Galles | 29-19    |

| Classement final | Points | Évolution classement |
| ---------------- | ------ | -------------------- |
| 5e               | 12     | 2e                   |

### Classement final
| Rank               | Equipe         | Moscow | Łódź | Points |
| ------------------ | -------------- | ------ | ---- | ------ |
| Médaille d'or      | Allemagne      | 14     | 20   | 34     |
| Médaille d'argent  | France         | 20     | 12   | 32     |
| Médaille de bronze | Irlande        | 18     | 14   | 32     |
| 4                  | Espagne        | 10     | 18   | 28     |
| 5                  | Italie         | 6      | 16   | 22     |
| 6                  | Pays de Galles | 12     | 10   | 22     |
| 7                  | Angleterre     | 16     | 3    | 19     |
| 8                  | Portugal       | 8      | 8    | 16     |
| 9                  | Géorgie        | 3      | 6    | 9      |
| 10                 | Russie         | 4      | 4    | 8      |
| 11                 | Pologne        | 2      | 2    | 4      |
| 12                 | Roumanie       | 1      | 1    | 2      |

Par accord entre les trois nations de l'île de Grande-Bretagne (l'Angleterre, l'Écosse et le pays de Galles), et le Comité olympique ne permettant pas à ces trois nations à concourir de manière indépendante, l'Angleterre, en tant qu'équipe mieux classée à l'issue des World Rugby Sevens Series 2017-2018, représentera la Grande-Bretagne pour la qualification aux Jeux olympiques. La composition finale de l'équipe de Grande-Bretagne étant déterminée par la British Olympic Association.
| Légende                                                                         |
| ------------------------------------------------------------------------------- |
| Qualifié pour le Tournoi de Hong Kong 2020                                      |
| Déjà parmi les équipes permanentes pour les World Rugby Sevens Series 2019-2020 |
| Relégué en Rugby Europe Sevens Trophy 2020                                      |
| Qualifié pour le tournoi qualificatif olympique                                 |

## Qualifications auxJeux olympiques d'été 2020
Grâce à leur première place au Tournoi de Moscou, les bleus participent au Tournoi de qualification olympique ayant lieu les 13 et 14 juillet à Colomiers, dont le vainqueur sera directement qualifié pour les Jeux olympiques 2020.
La France gagne tous ses matchs à l'exception du dernier, échouant en finale face à l'Angleterre de Dan Norton (qui marque 3 des 4 essais anglais), ne se qualifiant ainsi pas directement pour les jeux olympiques, mais récupérant tout de même un des deux tickets pour le tournoi de repêchage.
| Poule A    | Poule A  | Cup        | Cup      |
| Adversaire | Résultat | Adversaire | Résultat |
| ---------- | -------- | ---------- | -------- |
| Hongrie    | 42-0     | Géorgie    | 28-0     |
| Italie     | 34-10    | Irlande    | 19-12    |
| Portugal   | 10-5     | Angleterre | 7-31     |

| Classement final |
| ---------------- |
| 2e               |

## Bilan des matchs
| Adversaire       | Matches | Victoires | Nuls | Défaites | Points marqués | Points encaissés | Différentiel de points | Différentiel moyen | % de victoires | Classement final      |
| ---------------- | ------- | --------- | ---- | -------- | -------------- | ---------------- | ---------------------- | ------------------ | -------------- | --------------------- |
| Afrique du Sud   | 3       | 0         | 0    | 3        | 27             | 57               | -30                    | -10                | 0              | 4                     |
| Angleterre       | 4       | 1         | 0    | 3        | 48             | 97               | -49                    | -12,3              | 25             | 5                     |
| Argentine        | 3       | 1         | 0    | 2        | 48             | 50               | -2                     | -0,7               | 33,3           | 9                     |
| Australie        | 4       | 1         | 0    | 3        | 71             | 89               | -18                    | -4,5               | 25             | 7                     |
| Canada           | 5       | 4         | 0    | 1        | 100            | 76               | 25                     | 4,8                | 80             | 11                    |
| Écosse           | 4       | 2         | 1    | 1        | 85             | 71               | 14                     | 3,5                | 50             | 10                    |
| Espagne          | 1       | 1         | 0    | 0        | 26             | 10               | 16                     | 16                 | 100            | 12                    |
| États-Unis       | 3       | 1         | 0    | 2        | 31             | 52               | -21                    | -7                 | 33,3           | 2                     |
| Fidji            | 5       | 0         | 0    | 5        | 22             | 167              | -145                   | -29                | 0              | 1                     |
| Pays de Galles   | 2       | 2         | 0    | 0        | 73             | 36               | 37                     | 18,5               | 100            | 14                    |
| Géorgie          | 1       | 1         | 0    | 0        | 28             | 0                | 28                     | 28                 | 100            | "9 "                  |
| Irlande          | 3       | 3         | 0    | 0        | 88             | 52               | 36                     | 12                 | 100            | "3 "                  |
| Italie           | 3       | 3         | 0    | 0        | 120            | 17               | 103                    | 34,3               | 100            | "5 "                  |
| Japon            | 2       | 1         | 0    | 1        | 45             | 17               | 28                     | 14                 | 50             | 15                    |
| Kenya            | 8       | 7         | 0    | 1        | 207            | 124              | 83                     | 10,4               | 87,5           | 13                    |
| Nouvelle-Zélande | 5       | 2         | 0    | 3        | 55             | 106              | -51                    | -10,2              | 40             | 3                     |
| Roumanie         | 1       | 1         | 0    | 0        | 26             | 12               | 14                     | 14                 | 100            | "12 "                 |
| Samoa            | 6       | 4         | 0    | 2        | 147            | 107              | 40                     | 6,7                | 66,6           | 6                     |
| Tonga            | 1       | 0         | 0    | 1        | 10             | 33               | -23                    | -23                | 0              | 18                    |
| Total            | 55      | 27        | 1    | 27       | 1024           | 1029             | -15                    | -0,3               | 49,1 %         | 8 (Classement France) |